# Carl Frederik Fearnley
Carl Frederik Fearnley (født 19. december 1818 i Frederikshald, død 22. august 1890 i Kristiania) var en norsk astronom, bror til Thomas Fearnley.
Fearnley ansattes 1844 som observator ved observatoriet i Kristiania og blev 1852 universitetsstipendiat i astronomi, i hvilket fag han holdt forelæsninger fra 1856. Efter at Fearnley 1857 havde afslået en kaldelse som professor i astronomi ved Københavns Universitet, udnævntes han samme år til lektor og 1865 til professor i astronomi ved Kristiania Universitet. I 1861 blev Feranley tillige direktør for observatoriet. 
Han har flittig observeret planeter og kometer, bestemt observatoriets polhøjde samt dets længde i forhold til Rundetårn i Københsvn (Beschreibung und Lage der Universitäts-Sternwarte in Christiania 1849). Den totale solformørkelse 28. juli 1851 observerede Fearnley som udsending fra Königsberg i Rixhöft ved Østersøen, og han var med Himalaya-ekspeditionen for at observere den totale solformørkelse i Spanien 1860. 
Fearnleys hovedarbejde er hans deltagelse i det internationale zonearbejde for den nordlige himmel. Observationerne er publicerede i Zonenbeobachtungen der Sterne zwischen 64 50’ und 70° 10’ nördlicher Declination (1888). Den på basis af dette arbejde sammenstillede Kristiania katalog oplevede Fearnley ikke at se færdigtrykt. Foruden disse arbejder har han i Kristiania Videnskabsselskab 1859 meddelt en metode til at bestemme nordlysets højde ved observation på ét og samme sted og 1884 publiceret afhandling: Zur Theorie der terrestrischen Refraktion. 
Af Fearnleys andre studier fortjener at fremhæves hans arbejder over stjerneskud, hvilke han påbegyndte længe før Schiaparelli; men det lidet, han har publiceret heraf, hidrører fra tiden efter Schiaparelli. For den europæiske gradmåling har han opmålt en basis på Egeberg og en ved Rindenleret (Die Basis auf Egeberg bei Kristiania und die Basis auf Rindenleret bei Levanger 1882); hans for gradmålingen udførte astronomiske observationer er blevne bearbejdede og udgivne af Geelmuyden. Fearnley var redaktør af almanakken 1863-91.